# Перлина (новела)
«Перли́на» (фр. Mademoiselle Perle) — новела французького письменника Гі де Мопассана, написана в 1886 році. Сюжет твору розповідає історію підкинутої дівчинки, яку взяла на виховання добра родина і про таємне кохання до неї названого брата.

## Історія
Ця новела вперше була надрукована 16 січня 1886 року в літературному додатку до газети «Le Figaro». Пізніше Гі де Мопассан включив її до складу збірки «Добродій Паран». Перший український переклад цього твору належить перу Бориса Козловського, він побачив світ у восьмитомному зібранні творів Гі де Мопассана, виданому видавництвом «Дніпро».

## Сюжет
Оповідач зустрічає Святий Вечір у родині старого друга Шанталя. Він витяг щасливий біб у пирозі волхвів й тепер мусить обрати королеву свята. Його вибір зупиняється на економці родини — мадемуазель Перль. Стара діва вельми приваблива й розумна, автор не розуміє, яку роль вона грає у цьому сімействі. Шанталь розповідає йому історію появи пані Перль.
Сорок років тому в такий само Святвечір родину Шанталь кілька разів відволікав від столу дзвін і гавкіт собаки. Коли вийшли на вулицю, то знайшли там пса, прив'язаного до дитячої коляски з немовлям. Знайдену дівчинку виховали як рідну дочку, а за добру вдачу назвали Перлиною (французькою «перль» — перлина). Автор відкриває очі Шанталю й мадемуазель на те, що вони всі ці роки кохали одне одного. Шанталь плаче, Перлина непритомніє. Попри це автор переконаний, що зробив добру справу, відкривши людям почуття, які вони приховували стільки часу.